# Aleksandr Mazia
Pour les articles homonymes, voir Mazia.
Aleksandr Mazia (en russe : Александр Мазья est un maître international soviétique puis russe du jeu d'échecs qui est surtout connu comme entraîneur et auteur de livres d'échecs.

## Biographie
Depuis 1992, Mazia est le chef de l'école d'échecs au Palais des pionniers sur la colline des Moineaux de Moscou, qui a promu des joueurs d'échecs célèbres comme Iouri Razouvaïev, Arthur Youssoupov, Michał Krasenkow, Igor Glek, Vadim Zviaguintsev, Mikhail Kobalia et Vladimir Chouchelov.

## Publications
- (en) The Manual of Chess Combinations, Biznes-Partner 2003,  (ISBN 978-5-94693-019-2)